# Heinrich Adolf Köstlin

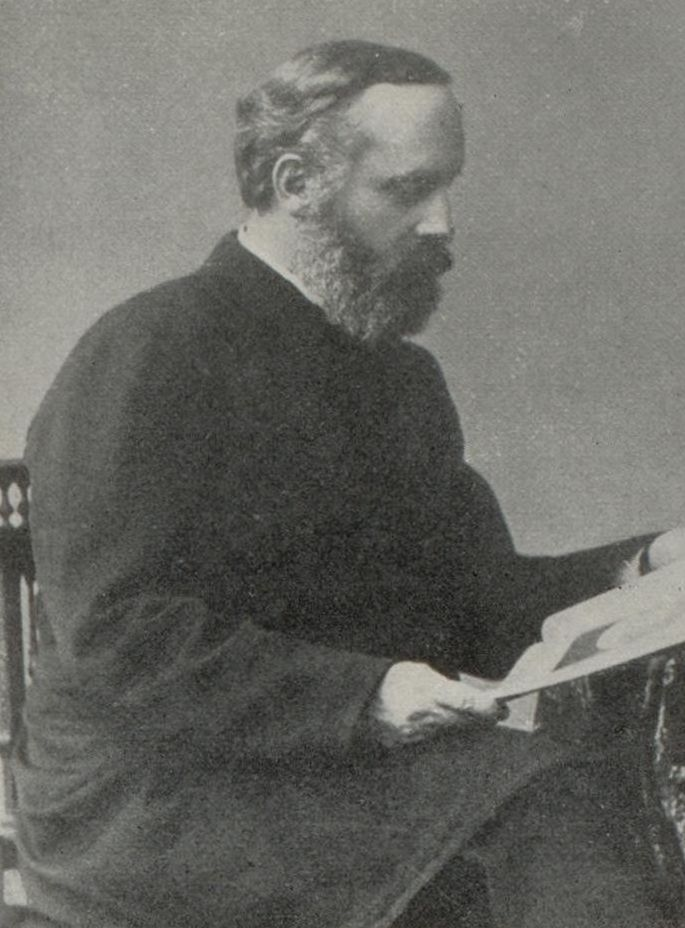
Heinrich Adolf Köstlin

Heinrich Adolf Köstlin (* 4. September 1846 in Tübingen; † 4. Juni 1907 in Stuttgart-Cannstatt) war ein deutscher evangelischer Theologe, Musikschriftsteller und Musikphilosoph. 

## Familie
Köstlin war der Sohn des Tübinger Professors für Strafrecht und Dichterjuristen Christian Reinhold Köstlin und der Sängerin, Pianistin und Liederkomponistin Josephine Caroline Lang. Sie war die Tochter des Münchener Violinisten und Mitglieds des Münchener Hoforchesters Theobald Lang (1783–1839) und der Kammersängerin Regina Hitzelberger sowie Nichte der Opernsängerin Johanna Hitzelberger, Reginas Schwester.
Heinrich Adolf Köstlin heiratete am 10. März 1873 Sophie Gerok (1847–1930), Tochter des Oberhofpredigers und Lyrikers Karl von Gerok (1815–1890) und der Sophie Kapff (1827–1905). Vier Jahre später wurde die Tochter Therese Köstlin (1877–1964) geboren, die bekannte württembergische Dichterin.

## Leben

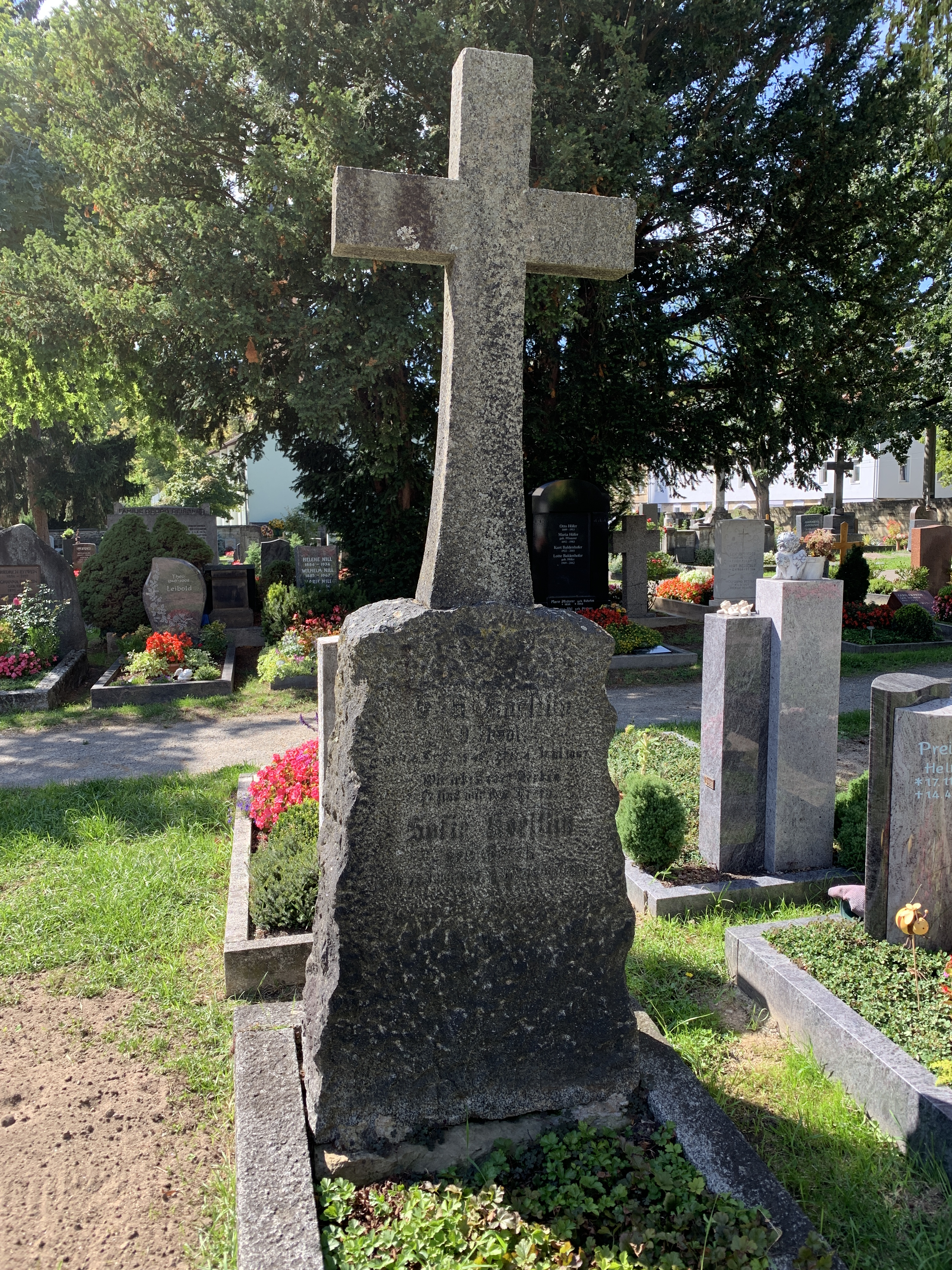
Grab Heinrich Adolf und Sophie Köstlins auf dem Uff-Kirchhof in Stuttgart-Bad Cannstatt

Seit 1860 besuchte Heinrich Köstlin das Seminar Kloster Schöntal und studierte von 1864 bis 1868 evangelische Theologie an der Universität Tübingen. Als Student wurde er 1864 Mitglied der Tübinger Königsgesellschaft Roigel. Nach erfolgreichem Abschluss übernahm Köstlin im benachbarten Weilheim ein Vikariat, bevor er 1869 als Hauslehrer nach Paris ging. Am Deutsch-Französischen Krieg von 1870/71 nahm er als Feldprediger teil. Dann kehrte er nach Deutschland zurück und wurde Repetent am Tübinger Stift. Seit 1873 amtierte er als Pfarrer in Sulz am Neckar, 1875 in Maulbronn, 1878 in Friedrichshafen und 1881 in Stuttgart an der Johanneskirche. Nach einem ersten vergeblichen Versuch 1869, seinen Doktor mit einer Arbeit über Richard Wagner zu machen, promovierte ihn die philosophische Fakultät Tübingen 1877 aufgrund seiner zwei Jahre zuvor erschienenen Musikgeschichte.
Im Jahre 1883 wurde Heinrich Adolf Köstlin Professor für Praktische Theologie am Predigerseminar in Friedberg/Hessen. Es folgten Berufungen zum Oberkonsistorialrat und Superintendenten der Provinz Starkenburg nach Darmstadt 1891 sowie vier Jahre später auf eine Professur für Praktische Theologie an der Universität Gießen, die ihm bereits 1886 die theologische Ehrendoktorwürde verliehen hatte. Nach seinem Ruhestand 1901 zog Köstlin zunächst wieder nach Darmstadt, übersiedelte aber 1904 nach Cannstatt. Sein Grab ist auf dem Cannstatter Uffkirchhof erhalten.
Heinrich Adolf Köstlin erwarb sich große Verdienste um eine gemeindebezogene Liturgie und um die praktische Seelsorge weit über Hessen hinaus. Dabei verband er Einflüsse von Johann Tobias Beck, Christian Palmer und Richard Rothe mit der Theologie seiner Zeit.

## Wirken für die Musik
Chorgesang war Heinrich Adolf Köstlin von Kindesbeinen an vertraut: die Mutter übte mit ihren Kleinen etwa die Terzette aus Mozarts Zauberflöte ein und Friedrich Silcher (1789–1860), ein Freund des Hauses, pflegte seine frisch komponierten Lieder an den Köstlin'schen Kindern auszuprobieren. So verwundert es nicht, dass Köstlin, der selbst mehrere Instrumente spielte (sein Hauptinstrument war das Cello), sich früh für Musikgeschichte und Musikästhetik zu interessieren begann. Bereits als Repetent hielt er im Wintersemester 1872/73 Vorlesungen über Musikgeschichte an der Universität Tübingen, welche die Grundlage für sein erfolgreiches Buch Geschichte der Musik im Umriss bildeten. In Vertretung von Otto Scherzer (1821–1886) übernahm Köstlin für einige Zeit die Leitung der akademischen Liedertafel, die ihn später zu ihrem Ehrenmitglied ernannte. Köstlins Arbeiten zur Musikgeschichte gelten heute als weitgehend überholt. Bleibende Verdienste erwarb er sich um den evangelischen Kirchengesang bzw. das evangelische Chorwesen. Das ehemals blühende evangelische Chorwesen war zu Anfang des 19. Jahrhunderts bis auf unbedeutende Reste zurückgegangen. Köstlin organisierte das evangelische Chorwesens verbandsmäßig und richtete es musikalisch und theologisch neu aus. Er gründete 1875 einen Bund der Kirchengesangvereine Calw, Nagold und Sulz aus dem 1877 der Evangelische Kirchengesangverein für Württemberg hervorging. Im Jahre 1881 gelang auf Initiative von Köstlin und Ludwig Hallwachs der Zusammenschluss der Vereine von Württemberg, Hessen, Baden, Pfalz und Frankfurt/Main zum Evangelischen  Kirchengesangverein  für Südwestdeutschland, aus dem 1883 der Evangelische Kirchengesangverein für Deutschland (KGVD) hervorging. Köstlin war zunächst stellvertretender, dann von 1901 bis 1905 Vorsitzender des KGVD. Er machte sich insbesondere für die Gründung von freiwilligen Kirchen- und Kinderchören in allen evangelischen Gemeinden stark und setzte sich für die Anerkennung des Chorgesangs als wesentliches Element des Gottesdienstes ein.

## Schriften (Auswahl)
- Aus ernsten Tagen. Eine Reihe von Feldpredigten, gehalten im Jahr 1870 und 1871 Stuttgart 1871
- Geschichte der Musik im Umriß für die Gebildeten aller Stände, Tübingen 1875, 6. Aufl. Leipzig 1910
- Candidatenfahrten. Aus den Papieren eines schwäbischen Pfarrers, Tübingen 1876, 2. Aufl. Freiburg/Br. 1884; 2. Ausgabe unter dem Titel Kandidatenfahrten, Leipzig u. Tübingen 1899
- Carl Maria von Weber. Friedrich Silcher. Mit den Porträts der beiden Komponisten, Stuttgart 1877
- Die Tonkunst. Einführung in die Ästhetik der Musik, Stuttgart 1879
- Die Musik als christliche Volksmacht, Heilbronn 1880
- Josephine Caroline Lang|Josefine Lang, Leipzig 1881
- Luther als Vater des evangelischen Kirchengesangs, Leipzig 1882
- Der Begriff des geistlichen Amtes, Ludwigsburg 1885
- Im Felde. Bilder und Erinnerungen aus dem Jahr 1870/71, Friedberg 1886, 3. Aufl. Darmstadt 1895
- Geschichte des christlichen Gottesdienstes. Ein Handbuch für Vorlesungen und Übungen im Seminar, Freiburg/Br. 1887
- Die Lehre von der Seelsorge nach evangelischen Grundsätzen, Berlin 1895, 2. verb. Aufl. 1907
- Predigten und Reden, Gießen 1901, 2. Aufl. 1905
- Herausgeber von Halleluja, Organ für die geistliche Musik in Kirche, Haus, Verein und Schule. 1884–86; Halte, was du hast (seit 1889); Monatsschrift für Pastoral-Theologie (seit 1905)